# Filadèlfa de Gerda
Filadèlfa de Gerda (1871-1952), de veritable nom Claude Duclos, és una felibressa que escriu en occità.

## Biografia
Nascuda en 1871 en Baniòs, en els Alts Pirineus, l'autora pren com a pseudònim Filadèlfa de Gerda (Philadelphe de Gerde) en referència al poble on passa una part essencial de la seva vida, Gerda, prop de Banhèras-de-Bigòrra. Bigourdan publica els seus primers poemes, signats Filadèlfa, en El Porvenir, un periòdic local. Convidada per Frederic Mistral a les festes de Santa-Estelle a Carcassona al maig de 1893, és aclamada pels felibres. Marius André, poeta provençal, li dedica un poema d'amor La Glòri De Esclarmoundo (Fraire Seguin, 1894) ; però ella decideix casar-se amb Gaston Réquier el 1905 a Niça. En 1899 és premiada en els jocs florals del Felibre. Durant la Santa-Estelle de Pau (maig 1901), decideix consagrar-se al record de la seva llengua. Es retira prop del seu marit, amb qui passa els seus hiverns a Provença on compon els Cants en Dò, cants de dol i de còlera.
El 1909, a conseqüència de diversos incidents -dimissió del capoulié Pierre Dévoluy i la intervenció de Filadèlfa per fer triar a Valère Bernard- funda L'estello, periòdic d'expressió occitana. El 1911 el seu marit cessa de finançar el periòdic. Abandona el felibritge, i s'apropa a l'Acció francesa, que comparteix els seus ideals catòlics i regionalistes. Bernadeto és un poema d'agraïment a la Mare d Déu de Lourdes. Filadèlfa de Gerda comparteix la seva inclinació al nacionalisme occità, viatjant en el sud-est, creant la "Lliga Guyenne et Gascogne". Anima la "Frairia ded Desvelh" i el grup "Nous-Auti", promovent les disfresses, balls, cants i costums regionals. No obstant això no trenca relacions amb el felibritge. El 1924, l'Acadèmia dels Jocs Florals li adjudica el mestratge en lletres. El 30 d'abril de 1925, en el Capitol de Tolosa de Llenguadoc, declama en llengua d'oc L'Elogi de Clémence Isaure. La recuperació del contacte amb els felibres li ajuda a millorar l'ortografia dels seus poemes, segons els principis de "l'Escôla Occitana".
El 1930 perd al seu marit, però no deixa de recórrer la regió, fins a 1939; portant un Bigourdan negre amb caputxa, en senyal de dol per la llengua i els costums de Bigorre. La seva última aparició al maig de 1950 (Tolosa de Llenguadoc, festes de la Santa-Estelle) fou un triomf, organitzat per l'Acadèmia dels Jocs Florals i el Felibre.
Morí el 22 d'agost de 1952.

## Obres
- Posos perdudos (La Província, 1892)
- Brumos de autono (Joseph Roumanille, Avinyó, 1893)
- Trilogia de los Cantos 
  -  Cantas d'azur (1897) coronat en 1899 per l'Acadèmia dels Jocs Florals.
  -  Cantas d'eisil (1902)
  -  Cantas en do (Mâcon, Protat germans, 1909)
- Bernadeto Bernadeta (Édouard Privat, Tolosa de Llenguadoc, 1909 ; Henri Didier, Apostes, 1934)
- Eds crids (Édouard Privat, Tolosa de Llenguadoc 1930)
- Eux... ou la Bigorre en ce temps-là (Édouard Privat/Henri Didier, 1934)
- Le Message de Mistral; avant-propos L'escolo Deras Pireneos, 1941)
- Es canti quand canti (1949) -Llegir on-line Arxivat 2014-11-06 a Wayback Machine.-
  -  Els épousailles: Scène chorale à 5 voix mixtes ; músicade F. de la Tombelle; poema de Filadèlfa de Gerda L'Orphéon A. Fougeray, Paris

## Reconeixements pòstums
- Joseph Salvat edita Philadelphe de Gerde (Privat, 1963)
- L'associació "Eths Amics de Filadèlfa de Yerda" (Bagnères-de-Bigorre) perpètua el seu record.
- Un carrer de Tolosa de Llenguadoc i el liceu professional de Pessac a Gironda porten el seu nom.